# Sonate K. 110
La sonate K. 110 (F.69/L.469) en la mineur est une œuvre pour clavier du compositeur italien Domenico Scarlatti.

## Présentation
La sonate K. 110, en la mineur, notée Allegro, forme une paire avec la sonate précédente de mouvement lent. Le couple est présent dans toutes les sources.

## Manuscrits
Le manuscrit principal est le numéro 13 du volume XV (Ms. 9771) de Venise (1749), copié pour Maria Barbara ; le second est Parme III 4 (Ms. A. G. 31408). La sonate figure dans le manuscrit de Cambridge, Fitzwilliam ms. 32 F 13 (no 2) et la collection Granados (no 10). Une copie se trouve à Barcelone, Ms. M 1964 (no 28) et à la Morgan Library, ID 316355, Cary 703 (no 50) et à Saragosse, no 41, fos 81v-83r.

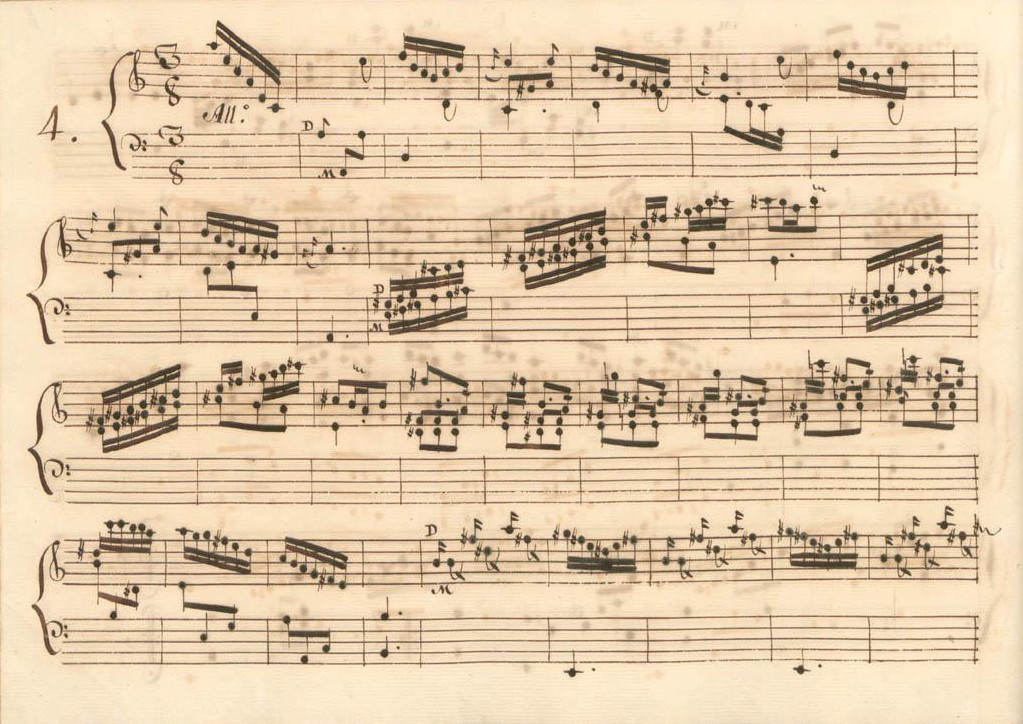
Parme III 4.
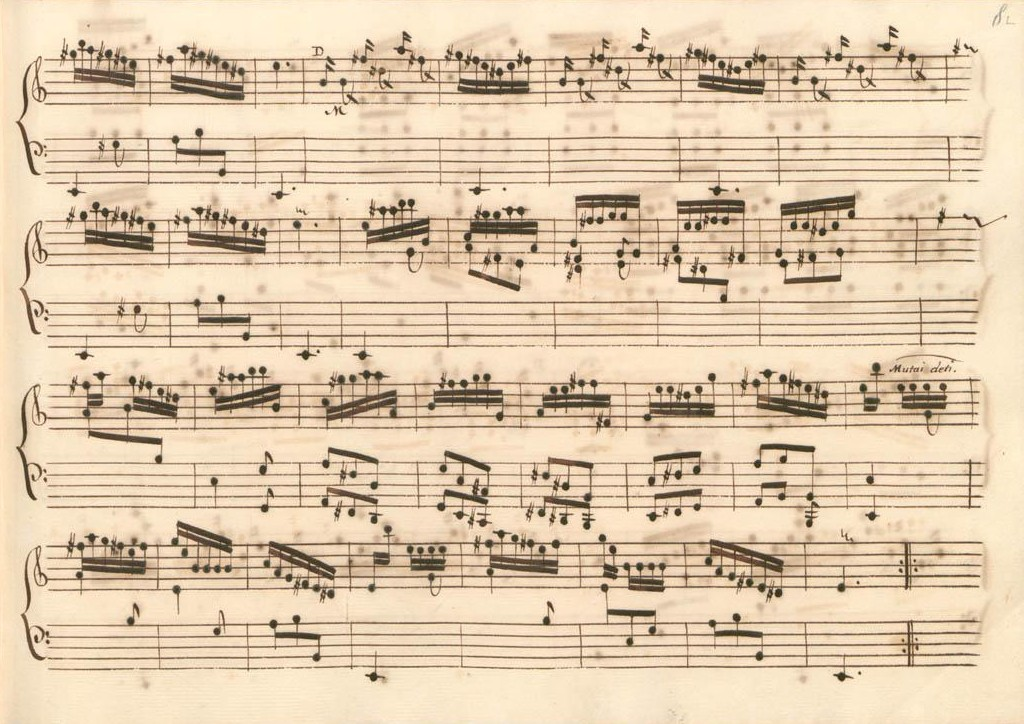
Parme III 4 (fin de la première section).
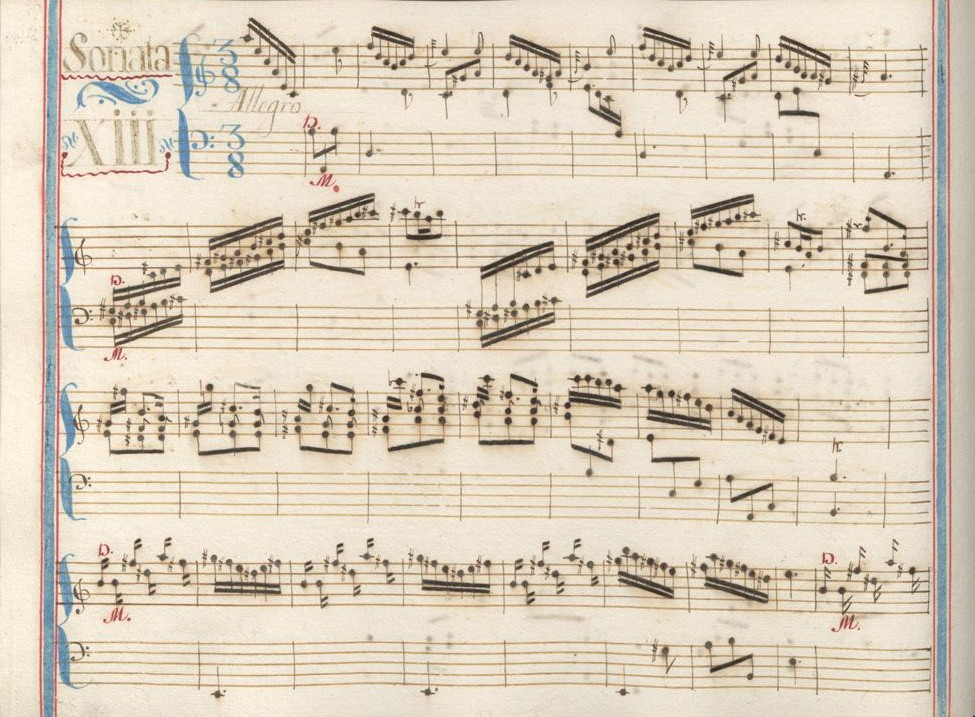
Venise XV 13.

## Interprètes
La sonate K. 110 est défendue au piano, notamment par Carlo Grante (2009, Music & Arts, vol. 2) et Soyeon Lee (2017, Naxos, vol. 21) ; au clavecin par Scott Ross (1985, Erato), Richard Lester (2005, Nimbus, vol. 6) et Pieter-Jan Belder (Brilliant Classics, vol. 3).

## Sources
: document utilisé comme source pour la rédaction de cet article.
- Ralph Kirkpatrick (trad. de l'anglais par Dennis Collins), Domenico Scarlatti, Paris, Lattès, coll. « Musique et Musiciens », 1982 (1re éd. 1953 (en)), 493 p. (ISBN 978-2-7096-0118-4, OCLC 954954205, BNF 34689181).
- Alain de Chambure, « Domenico Scarlatti : Intégrale des sonates — Scott Ross », Erato (2564-62092-2), 1985 (OCLC 891183737) .
- (en) Carlo Grante, « Domenico Scarlatti, intégrale des sonates pour clavier (vol. 2) », Music & Arts (CD-1291), 2009 (OCLC 840087257) .
- (es) Celestino Yáñez Navarro (thèse), Nuevas aportaciones para el estudio de las sonatas de Domenico Scarlatti. Los manuscritos del Archivo de Música de las Catedrales de Zaragoza, Université autonome de Barcelone, 2016 (lire en ligne)